# Орден «Незалежність» (Азербайджан)
Орден «Незалежність» (азерб. «İstiqlal» ordeni) — державна нагорода Азербайджану. Затверджений Президентом Азербайджанської Республіки Гейдаром Алієвим 6 грудня 1993 року.

## Статут ордену
1. Орденом Азербайджанської Республіки «Незалежність» нагороджуються громадяни Азербайджанської Республіки:
- за виняткові заслуги у національно-визвольному русі в Азербайджанській Республіці;
- за особливо визначні заслуги перед державою та народом Азербайджанської Республіки;
- за особливі досягнення у роботі національно-державному будівництву Азербайджанської Республіки.

2. Орден «Незалежність» носиться на лівому боці грудей і за наявності інших орденів та медалей Азербайджанської Республіки розташовується перед ними.

## Опис ордену
Орден «Незалежність» складається з двох восьмикінцевих зірок, накладених одна на одну, одна з яких розгорнута навколо осі, з гладкими подвійними променями.
У центрі верхньої зірки є округла пластина, покрита блакитною емаллю. На пластині зображено птаха з розкритими крилами, а між крилами зображено вищевказану восьмикутну зірку. Над зіркою, між крилами, по всьому колу написано İstiqlal (Незалежність). Зображення птиці, зірки та напис позолочені і мають опуклу форму.
Поверхня оборотної сторони гладка, а в центрі вигравірувані серія та номер ордену.
У комплект ордену входить:
- для носіння на шиї: стрічка блакитного відтінку із 6 золотистими лініями, шириною 37 мм, орден розміром 50 мм;

- орден з'єднується за допомогою гачка та петлі зі зрізаною вниз під кутом металевої пластини блакитного кольору (Pantone: 3005 °C) розміром 37 мм х 50 мм, що має елемент для кріплення до одягу, зрізаний вниз під кутом, прикріплений за допомогою гачка та петлі до стрічки блакитного відтінку, із шістьма похилими золотистими смугами розміром 37 мм х 50 мм, Орден розміром 35 мм. До верхньої частини муарової стрічки прикріплено сріблясту пластину розміром 40 мм х 5 мм;

- елемент для кріплення до одягу: колодка блакитного відтінку 2 штук розміром 37 мм х 10 мм. До однієї з колодок прикріплено металеву дощечку жовтого кольору розміром 17 мм х 6 мм. На металевій дощечці є округлий елемент темно-червоного кольору з жовтою парною лінією.

### Планки
- (до 2009 року)
- (для носіння на грудях; з 2009 року)
- (для носіння на шиї; з 2009 року)

## Нагороджені орденом
Ордену «Незалежності» удостоєно 70 осіб. Серед них були особи як 9-й Президент Туреччини Сулейман Демірель, 2-й Президент України Леонід Кучма, 2-й Президент Грузії Едуард Шеварднадзе, Президент Румунії 1990—1996 та 2000—2004 рр. Іон Ілієску та Прем'єр-міністр Азербайджану 1996—2003 та 2003—2018 рр. Артур Расізаде.